# Antherophagus nigricornis
Antherophagus nigricornis är en skalbaggsart som först beskrevs av Fabricius 1787.  Antherophagus nigricornis ingår i släktet Antherophagus, och familjen fuktbaggar. Arten är reproducerande i Sverige.